# エリック・コーディエ
エリック・マイケル・コーディエ（Erik Michael Cordier, 1986年2月25日 - ）は、アメリカ合衆国・ウィスコンシン州ブラウン郡グリーンベイ出身の元プロ野球選手（投手）。右投右打。

## 経歴

### MLB時代
サザン・ドア高等学校から、2004年のMLBドラフト2巡目（全体63位）でカンザスシティ・ロイヤルズから指名を受けた。
2006年までロイヤルズ傘下に所属し、2008年から2012年まではアトランタ・ブレーブス傘下、2013年はピッツバーグ・パイレーツ傘下に所属。2014年にサンフランシスコ・ジャイアンツでメジャーリーグ初登板した。2015年8月にDFAとなり、その直後マイアミ・マーリンズに入団して8試合に登板した。

### オリックス時代
同年12月12日にオリックス・バファローズがコーディエの獲得を発表し、背番号は52に決まった。2016年1月26日にブライアン・ボグセビック、ブレント・モレルと共に入団会見が行われた。
オープン戦では5試合に登板、5回を投げ被安打0、与四球1、無失点だった。前年度に抑え投手を務めていた平野佳寿が不振だったことから開幕前から抑え投手の最有力候補で、3月25日の埼玉西武ライオンズとの開幕戦では1点リードの9回裏に来日初登板。しかし、四球と自身の送球エラーにヒットも重なりピンチを広げるとエルネスト・メヒアにサヨナラタイムリーを打たれてしまうなど、1/3回を投げ被安打2、奪三振1、与四球1、自責点2でいきなりの敗戦投手になってしまった。。27日の対西武戦では2点リードの9回に登板し、1回を投げ被安打3、奪三振3、与四球1、自責点1で初セーブを挙げた。以降も不安定な投球を繰り返すと首脳陣から抑え失格の烙印を押されてしまい二軍落ち。自身の入団からセットアッパーに回っていた平野にその座を明け渡すことになった。二軍調整を経て一軍復帰すると、6月7日の対中日ドラゴンズ戦において同点の12回表に6番手で登板し、3者連続で四球を与えたところで降板。この内容から再び首脳陣からの信頼を失ってしまうと、翌8日に出場選手登録を抹消された。その後股関節を痛めた影響もあって一軍での登板は無かったが右の鼠蹊部がスポーツヘルニアと診断され、コーディエがアメリカでの手術を希望したため9月6日に帰国予定であることが5日に発表された。12月2日、自由契約公示された。

### レッドソックス傘下時代
2017年1月9日にボストン・レッドソックスとマイナー契約を結び、11日にAAA級ポータケット・レッドソックスに配属された。だが、開幕から6試合に登板して0勝1敗・防御率5.40・11奪三振の成績に終わり、5月11日に自由契約となった。同年限りで現役を引退。

## 投球スタイル
アメリカではかつては先発投手だったが、来日するまでの直近3,4年は救援投手を務めており、3Aでは2015年に9セーブを記録、通算では16セーブを挙げていた。
直球の最速は103mph（165.7km/h）を記録しており、2016年のオープン戦では157km/hを記録した。変化球はスライダー、チェンジアップ、ツーシームを投げる。

## 詳細情報

### 年度別投手成績
| 年 度    | 球 団      | 登 板 | 先 発 | 完 投 | 完 封 | 無 四 球 | 勝 利 | 敗 戦 | セ 丨 ブ | ホ 丨 ル ド | 勝 率 | 打 者 | 投 球 回 | 被 安 打 | 被 本 塁 打 | 与 四 球 | 敬 遠 | 与 死 球 | 奪 三 振 | 暴 投 | ボ 丨 ク | 失 点 | 自 責 点 | 防 御 率 | W H I P |
| -------- | ---------- | ----- | ----- | ----- | ----- | -------- | ----- | ----- | -------- | ----------- | ----- | ----- | -------- | -------- | ----------- | -------- | ----- | -------- | -------- | ----- | -------- | ----- | -------- | -------- | ------- |
| 2014     | SF         | 7     | 0     | 0     | 0     | 0        | 0     | 0     | 0        | 0           | ----  | 28    | 6.0      | 5        | 0           | 2        | 0     | 3        | 9        | 1     | 0        | 4     | 1        | 1.50     | 1.17    |
| 2015     | MIA        | 8     | 0     | 0     | 0     | 0        | 0     | 0     | 0        | 0           | ----  | 56    | 12.1     | 13       | 1           | 6        | 1     | 1        | 7        | 0     | 1        | 8     | 8        | 5.84     | 1.54    |
| 2016     | オリックス | 13    | 0     | 0     | 0     | 0        | 0     | 2     | 2        | 0           | .000  | 63    | 12.1     | 11       | 2           | 15       | 0     | 0        | 14       | 0     | 0        | 10    | 10       | 7.30     | 2.11    |
| MLB：2年 | MLB：2年   | 15    | 0     | 0     | 0     | 0        | 0     | 0     | 0        | 0           | ----  | 84    | 18.1     | 18       | 1           | 8        | 1     | 4        | 16       | 1     | 1        | 12    | 9        | 4.42     | 1.42    |
| NPB：1年 | NPB：1年   | 13    | 0     | 0     | 0     | 0        | 0     | 2     | 2        | 0           | .000  | 63    | 12.1     | 11       | 2           | 15       | 0     | 0        | 14       | 0     | 0        | 10    | 10       | 7.30     | 2.11    |

### 記録
NPB
- 初登板：2016年3月25日、対埼玉西武ライオンズ1回戦（西武プリンスドーム）、9回裏に3番手で救援登板、1/3回2被安打2失点で敗戦投手
- 初奪三振：同上、9回裏に鬼崎裕司から見逃し三振
- 初セーブ：2016年3月27日、対埼玉西武ライオンズ3回戦（西武プリンスドーム）、9回裏に4番手で救援登板・完了、1回1失点

### 背番号
- 51（2014年）
- 50（2015年）
- 52（2016年）